# Покровка (Миякинский район)
Покровка — упразднённый посёлок Богдановского сельсовета Миякинского района Башкортостана.

## История
Исключён из списков населённых пунктов в 1980 году согласно Указу Президиума ВС Башкирской АССР от 05.11.1980 № 6-2/359 «Об исключении некоторых населённых пунктов из учётных данных по административно-территориальному делению Башкирской АССР». 

Президиум Верховного Совета Башкирской АССР постановляет:
В связи с переселением жителей и фактическим прекращением существования исключить из учетных данных по административно-территориальному делению Башкирской АССР следующие населенные пункты
...
по Миякинскому району
п. Покровка Богдановского сельсовета.